# Col Maudit
Il Col Maudit (4029 m s.l.m.) è un valico alpino nel Massiccio del Monte Bianco.

## Caratteristiche
Il Col Maudit è situato lungo la cresta che collega il Monte Maudit e il Mont Blanc du Tacul, tra il Ghiacciaio del Gigante e il Ghiacciaio dei Bossons.